# Таємний покупець

### Історія Mystery Shopping
Mystery Shopping виділився як самостійний напрям досліджень у 1940-х роках у США. Використання методології було насамперед пов'язане з перевіркою чесності співробітників. У рамках програми керівництво роздрібних мереж з'ясовувало
- чи видають продавці чек під час покупки
- чи відповідає ціна товару офіційно встановленій
- чи не обважують продавці покупців та ін.

Друга хвиля мала місце в сімдесяті роки в Європі і США. Поява великої кількості складних електронних товарів (телевізорів, музичних центрів і таке інше) викликала проблеми у здатності продавців-консультантів роздрібних мереж адекватно презентувати товар і консультувати клієнтів.
Тому компанії-виробники (Sony, Philips, Panasonic, Bose) почали застосовувати Mystery Shopping, щоб оцінити рівень знань продавців і визначити, в яких регіонах, роздрібних мережах, магазинах, для яких продавців і щодо яких товарів необхідно провести додаткове навчання.
Розвиток Mystery Shopping в його сучасному вигляді збігся у часі з розвитком інтернету у країнах Заходу, особливо в США. У великих мережевих компаній, таких як Wal-mart, Citibank, Macdonald's, Shell з'явилась, врешті, можливість за прийнятною ціною і щодня з допомогою Інтернет отримувати оперативну інформацію про рівень обслуговування клієнтів у кожній з тисяч своїх філій, магазинів, ресторанів або автозаправних станцій. Цю інформацію для них збирала справжня армія Таємничих Покупців, які працюють на спеціалізовані агентства Mystery Shopping. У США таких агентств сьогодні близько 500.
За даними міжнародної асоціації провайдерів MSPA, сукупний об'єм ринку послуг Mystery Shopping у Європі склав близько 400 млн дол., в США — 800 млн, в Росії — близько 10 млн дол. І ця цифра зростає з кожним роком.

### Технологія Mystery Shopping
- Оцінка якості обслуговування за допомогою підготовлених людей, які відвідують роздрібну точку в ролі звичайних клієнтів.

### Що оцінюють Таємні покупці
- Виконання стандартів якості обслуговування;
- Дотримання техніки продажів;
- Компетентність персоналу;
- Візуальне оформлення і чистоту локації;
- Розміщення pos-матеріалів;
- Роботу каси;
- Просування персоналом спеціальних акцій.

### Для чого використовують Mystery Shopping
- Створення режиму контролю, «тонусу» обслуговчого персоналу;
- Стимулювання важливих дій персоналу (активних продажів та ін.);
- Заохочення найкращих працівників/найкращої практики;
- Мотивації персоналу (KPI в системі стимулювання персоналу);
- Фокусування навчання персоналу на виявлених недоліках;
- Стратегічного аналізу і визначення напрямів для інвестицій;
- Вивчення конкурентів.

### Результат використання програми
При правильному використанні довгострокова програма Mystery Shopping приводить до вимірюваних результатів у роботі роздрібних мереж:
- зростання співвідношення покупців до відвідувачів (conversion rate);
- зростання середнього чека;
- зростання продажів додаткових товарів/послуг;
- зростання продажів на одиницю торговельного персоналу;
- зростання повторних продажів (поведінкової лояльності клієнтів);
- поліпшення фінансових показників, зростання прибутку.

### Замовники Mystery Shopping
Основними замовниками програми «Таємний покупець» в Україні є крупні компанії, які володіють великою кількістю роздрібних точок продажів або великою кількістю персоналу. Це роздрібні мережі, банки і страхові компанії, мережі АЗС, мережі громадського харчування, туристичні агентства й авіакомпанії, кол-центри і служби доставки.
Для управління персоналом у цих компаніях розробляються стандарти роботи з клієнтами, виконання яких контролюється за допомогою програми «Таємний покупець».
Також у ролі замовника послуги можуть виступати виробники і постачальники продукції, які контролюють якість поширення своєї продукції через партнерські роздрібні мережі. Останніми роками в Україні, окрім великих корпоративних замовників, за послугами програми «Таємний покупець» починають звертатися середні і невеликі приватні компанії, які бажають підвищити якість роботи свого персоналу з обслуговування клієнтів.
У розвинених країнах Європи, Азії і Америки послугами програми «Таємний покупець» активно користуються також державні органи, податкові служби, медицина, громадський транспорт.

### Провайдери Mystery Shopping
Організацією програми «Таємний покупець» займаються, як правило, спеціалізовані агентства — провайдери Mystery Shopping.
У ролі Таємних Покупців можуть виступати співробітники агентства «промоутери» або агентство може залучати для участі в програмі потенційних і реальних клієнтів компанії-замовника. Другий варіант набув найбільшого поширення у зв'язку з ростом проникнення Інтернету, який дає змогу в онлайн-режимі проводити підготовку Таємних Покупців і оперативно передавати їх звіти замовнику.
Найбільшими провайдерами програми «Таємний покупець» в Україні є компанія 4Service Group, GfK, Світ Таємних Покупців, IRS Group, Research & Branding Group.

### Робота Таємним Покупцем
«Таємний покупець» — відвідувач сервісних організацій, який, здійснюючи візит як звичайний покупець, проводить збір фактичної інформації про якість обслуговування.
Більшість звичайних людей можуть працювати «Таємними покупцями». Основні вимоги:
- Гнучкість, здатність грати роль клієнта. «Таємний покупець» повинен поводитися як звичайний клієнт, нічим не видаючи себе.
- Спостережливість і пам'ять. У процесі оцінювання «Таємний покупець» повинен помітити й запам'ятати зазвичай 30-70 параметрів (іноді понад 100).
- Чесність. Неправдива інформація про якість сервісу може призвести до серйозних наслідків — несправедливого позбавлення обслуговчого персоналу премій, покарання невинних, неправильних акцентів у навчанні.
- Дисципліна. Оцінки потрібно виконувати в суворій відповідності до сценарію «Таємного покупця», згідно з інструкціями.
- Чутливість до сервісу. Найкращі «Таємні покупці» працюють не лише заради грошей — для них важлива можливість зробити свій внесок у поліпшення якості обслуговування співвітчизників, поліпшити ситуацію з сервісом у країні.

Перед початком роботи в конкретному проєкті «Таємний покупець» проходить спеціальне навчання — вивчає специфіку проєкту, в якому він має намір брати участь.
Результати своїх спостережень «Таємний покупець» заносить у спеціальну форму (анкету), відзначаючи виконання чи невиконання персоналом конкретних стандартів обслуговування. Іноді «Таємний покупець» виконує прихований аудіозапис або проводить приховану фотозйомку.
Зібрана інформація використовується для заохочення найкращих співробітників сервісних компаній, зміцнення дисципліни персоналу, а також для навчання обслуговчого персоналу.
Робота «Таємного покупця», який надає точну, об'єктивну і детальну інформацію про якість сервісу, допомагає поліпшити якість обслуговування в країні.
Поліпшення якості сервісу у своїй країні — місія «Таємного покупця».

### Етика Mystery Shopping
Норми, стандарти і етика проведення досліджень «Таємний покупець» розробляються і регламентуються Міжнародною асоціацією провайдерів послуг «Таємний покупець» / (Mystery Shopping Providers Association MSPA).
Основними цілями MSPA є:
1. Створення професійних стандартів та етики для індустрії.
2. Навчання постачальників, клієнтів і покупців, щоб поліпшити якість обслуговування.
3. Поліпшення іміджу галузі через зв'язок з громадськістю і управління.
4. Сприяння членам інших галузевих асоціацій та перспективам клієнтів.